# Augusto Saraiva de Carvalho
Augusto Saraiva de Carvalho (Lisboa, 25 de julho de 1839 — Lisboa, 29 de novembro de 1882) foi um jurista, advogado, publicista e político português que, entre outras funções, foi deputado, Ministro dos Negócios da Fazenda, Ministro da Justiça e Ministro das Obras Públicas, Comércio e Indústria. Foi um dos principais impulsionadores do movimento reformista da Janeirinha.

## Biografia
Nasceu em Lisboa, na freguesia de São Nicolau, filho de Francisco Saraiva de Carvalho e de D. Jacinta Luciana Soares de Carvalho, sendo o pai natural de Figueiró da Serra e a mãe de Ponta Delgada, freguesia de São Sebastião.
Depois de estudos preparatórios em Lisboa, no ano de 1857 matriculou-se no curso de Direito da Universidade de Coimbra. Aluno brilhante, completou o curso em 1862, sendo laureado em todos os anos. 
Terminado o curso, estabeleceu-se como advogado em Lisboa, ingressando na vida pública quando proferiu uma conferência no Grémio Literário Lisbonense, a 23 de maio de 1868, sobre economia política, versando o tema A População.
Iniciou a sua vida política como um dos fundadores do Clube dos Lunáticos que se reunia no Pátio do Salema, no qual se ligou, entre outros, a Latino Coelho, António de Oliveira Marreca e Elias Garcia. Este grupo constituiu o embrião do Partido Reformista, designação da autoria do próprio Latino Coelho.
Em janeiro de 1868, foi um dos impulsionadores do movimento social e político da Janeirinha, tendo sido um dos promotores e oradores do grande comício então realizado na Praça de Sant'Ana. Nesse mesmo ano foi pela primeira vez eleito deputado, pelo círculo da Encarnação, sendo reeleito em sucessivas legislaturas até 1875, pelo círculo de Lisboa.
Face às enormes dificuldades em sanear as finanças públicas enfrentadas pelo ministério reformista que resultara da Janeirinha, foi convidado por D. António Alves Martins, o bispo de Viseu, então presidente do Conselho de Ministros, para a pasta de Ministro dos Negócios da Fazenda, que exerceu efemeramente entre 2 e 11 de agosto de 1869, tendo saído com a queda do governo.
Na sequência do golpe de Estado que pôs fim à governação em ditadura de João Oliveira e Daun, Duque de Saldanha, em 29 de agosto de 1870 assumiu a pasta de Ministro da Justiça do executivo presidido por António José de Ávila, então marquês de Ávila, mas foi obrigado a resignar no primeiro semestre de 1871, por ter desagradado ao presidente do executivo ao nomear o bispo do Algarve, D. Inácio do Nascimento Morais Cardoso, para Patriarca de Lisboa.
Depois de um período de afastamento da política activa, integrou como Ministro das Obras Públicas, Comércio e Indústria o governo do Partido Progressista presidido por Anselmo José Braamcamp, permanecendo em funções entre 1 de junho de 1879 e 25 de março de 1881, altura em que o Governo caiu.
Já doente, regressou em 1882 ao parlamento, eleito deputado pelo círculo da Covilhã. Ainda assim, assumiu a liderança da questão do caminho-de-ferro de Salamanca, pronunciando um notável discurso sobre o tema.
No Verão de 1882 o seu estado de saúde agravou-se, vindo a falecer em Lisboa a 29 de novembro daquele ano, aos 43 anos, vítima de doença pulmonar, na casa de sua residência, sita na Rua da Páscoa, 67, freguesia de Santa Isabel, solteiro e sem filhos. Encontra-se sepultado em jazigo de família no Cemitério dos Prazeres.